# Закон Коугилла
Законом Коугилла называют два различных фонетических изменения, одно из которых произошло в прагреческом языке, а другое в прагерманском. Название эти изменения получили в честь своего  первооткрывателя, индоевропеиста Уоррена Коугилла.

## Закон Коугилла в греческом
В прагреческом языке Закон Коугилла называется переход *o в *u в положении между сонорным (/r/, /l/, /m/, /n/) и губным (включая лабиовелярные), согласными.
Примеры:
- др.-греч. νύξ «ночь» < пра-и.е. *nokʷts (ср. лат. nox, ведич. санскр. nák, гот. nahts, хеттск. род. ед. nekuz);
- др.-греч. φύλλον «лист» < пра-и.е. *bholjom (ср. лат. folium);
- др.-греч. μύλη «мельница» < пра-и.е. *mol-eh2- (ср. лат. molīna);
- др.-греч. ὄνυξ «ноготь» < пра-и.е. h3nogʷh- (ср. др.-англ. nægl < прагерм. *nag-laz).

## Закон Коугилла в прагерманском
Закон Коугилла в прагерманском не связан с одноимённым законом в прагреческом, они просто были названы в честь одного учёного. В прагерманском праиндоевропейский «ларингал» /h₃/ и, возможно, /h₂/ переходит в /k/ в положении после сонорного и перед /w/.
Примеры:
- прагерм. *kwikwaz «живой» < пра-и.е. *gʷih3wos (ср. лат. vīvus)
- прагерм. *unkw- «мы» (дв.ч.) (гот. unkis) <пра-и.е. *n̥h3we (ср. др.-греч. νώ; ведич. санскр. āvā́m вин. дв. «нас двоих»)